# Pustopolje
Pustopolje är en ort i Bosnien och Hercegovina.   Den ligger i entiteten Republika Srpska, i den centrala delen av landet, 20 km öster om huvudstaden Sarajevo. Pustopolje ligger 910 meter över havet och antalet invånare är 810.
Terrängen runt Pustopolje är huvudsakligen kuperad. Pustopolje ligger nere i en dal. Närmaste större samhälle är Pale, 7,7 km söder om Pustopolje. 
Omgivningarna runt Pustopolje är en mosaik av jordbruksmark och naturlig växtlighet. Runt Pustopolje är det ganska tätbefolkat, med 67 invånare per kvadratkilometer.